# Pyramid Song
Pyramid Song – pierwszy singel angielskiej grupy Radiohead z jej piątego albumu Amnesiac i zarazem pierwszy od No Surprises z 1997 roku (z płyty Kid A nie wydano oficjalnego singla). Singiel wydano w maju 2001 roku.
Singiel wydano w większości krajów świata, z pominięciem USA, gdzie singlem radiowym został I Might Be Wrong. Utwór dotarł do 5. pozycji na brytyjskiej liście sprzedaży UK Singles Chart, natomiast do 2. na Canadian Singles Chart, 10. na Irish Singles Chart, 6. we Włoszech oraz 25. w Australii (ARIA Charts).

## Inspiracje
Jak mówi Thom Yorke, "Pyramid Song" zostało zainspirowane przez wiele m.in. książek: Boską komedię Dantego, Księgę umarłych, Tybetańską Księgę Umarłych, Siddharthę autorstwa Hermanna Hessego oraz inne źródła. Pierwsze dwie linijki tekstu wzorowane były na pieśni negro spirituals pt. "Swing Low, Sweet Chariot". Wers "and we all went to heaven in a little row boat" jest bardzo podobny do fragmentu tekstu piosenki "Clap Hands" Toma Waitsa z płyty Rain Dogs (1985), który z kolei został zaczerpnięty z "The Clapping Song" Shirley Ellis z roku 1965.

## Recenzje
Pozytywnie przyjęty przez krytyków oraz fanów utwór od 1999 roku często pojawiał się na koncertach grupy. Umieszczony został na 59. miejscu wśród najlepszych utworów dekady przez serwis muzyczny Pitchfork. Na podobnej liście stworzonej przez Rolling Stone "Pyramid Song" znalazło się na 94. miejscu. Strona acclaimedmusic.net umieściła piosenkę na 8. miejscu najlepiej ocenianych utworów 2001 roku, 71. w dekadzie oraz 778. miejscu na liście wszech czasów.

## Teledysk
Animowany komputerowo (z wykorzystaniem odręcznych rysunków) teledysk do nagrania oparty jest na śnie Thoma Yorke'a. Inspirowana wokalistą postać z klipu znajduje się na dachu dawnego wieżowca, obecnie niemal całkowicie zatopionego przez wodę. Nurkuje ona z butlą tlenową pod wodę, do ruin dawnego miasta. Odnajduje swoje dawne mieszkanie, w którym pozostaje. Kolejne ujęcia pokazują światełko, symbolizujące duszę, wędrujące od powierzchni wody do nieba.